# 克魯普基區
克魯普基區是白俄羅斯中部明斯克州的一個區，行政中心为克魯普基，面積2,138.73平方公里，2009年人口26,522，人口密度每平方公里12.41人。